# Wailua Homesteads
Wailua Homesteads és una concentració de població designada pel cens dels Estats Units a l'estat de Hawaii. Segons el cens del 2000 tenia 4.567 habitants.

## Demografia
Segons el cens del 2000, Wailua Homesteads tenia 4.567 habitants, 1.655 habitatges, i 1.190 famílies La densitat de població era de 250,43 habitants per km².
Dels 1.655 habitatges en un 35,5% hi vivien nens de menys de 18 anys, en un 56,6% hi vivien parelles casades, en un 10,3% dones solteres, i en un 28,1% no eren unitats familiars. En el 19,6% dels habitatges hi vivien persones soles el 4,1% de les quals corresponia a persones de 65 anys o més que vivien soles. El nombre mitjà de persones vivint en cada habitatge era de 2,72 i el nombre mitjà de persones que vivien en cada família era de 3,14.
Per edats la població es repartia de la següent manera: un 26,3% tenia menys de 18 anys, un 6,2% entre 18 i 24, un 26,7% entre 25 i 44, un 32,0% de 45 a 64 i un 8,8% 65 anys o més.
L'edat mediana era de 39,8 anys. Per cada 100 dones hi havia 101,72 homes. Per cada 100 dones de 18 o més anys hi havia 99,64 homes.
La renda mediana per habitatge era de 48.047 $ i la renda mediana per família de 53.558 $. Els homes tenien una renda mediana de 35.469 $ mentre que les dones 26.827 $. La renda per capita de la població era de 23.675 $. Aproximadament el 7,7% de les famílies i el 8,9% de la població estaven per davall del llindar de pobresa.

## Poblacions més properes
El següent diagrama mostra les poblacions més properes.